# Fiordo di Vittoria
Il fiordo di Vittoria (danese Victoria Fjord) è un fiordo della Groenlandia di 110 km. Si trova a 82°10'N 46°00'O; è situato nel Parco nazionale della Groenlandia nordorientale, fuori da qualsiasi comune.